# Shiawassee River
Der Shiawassee River ist ein etwa 180 km langer Fluss im US-Bundesstaat Michigan. Er entwässert ein Areal von insgesamt 8910 km². Abzüglich der Einzugsgebiete seiner beiden wichtigsten Nebenflüsse Flint River und Cass River sind es 3110 km². Der mittlere Abfluss am Pegel USGS 04144500 bei Owosso beträgt 10,5 m³/s.

## Verlauf
Der Shiawassee River entspringt im Oakland County 20 km nordwestlich von Pontiac. Er strömt in überwiegend nördlicher Richtung. Er passiert dabei die Kleinstadt Owosso und später die Ortschaft Chesaning. Am Unterlauf befindet sich das Shiawassee National Wildlife Refuge. Dort münden dessen bedeutendste Nebenflüsse in den Shiawassee River: Bad River von links, Flint River und Cass River von rechts. Schließlich vereinigt sich der Shiawassee River am Südrand von Saginaw mit dem Tittabawassee River zum Saginaw River.

## Natur und Umwelt
Bei Chesaning wurde im Jahr 2009 ein alter Staudamm durch eine Fischpassage ersetzt. Dadurch können nun verschiedene Fische wie der Glasaugenbarsch oder der Stör vom Huronsee bis zu ihren Laichplätzen in dem 60 km langen oberstrom gelegenen Flussabschnitt gelangen.